# The Voices of East Harlem
The Voices of East Harlem was een Amerikaanse soul- en r&b zanggroep, bestaande uit 20 zangers tussen 12 en 21 jaar.

## Geschiedenis
De groep ontstond tijdens een centraal actie-project in East Harlem in 1969. Charles 'Chuck' Griffin, oprichter van de East Harlem Federation Youth Association (EHFYA) en zijn vrouw Anna Quick Griffin formeerden het ensemble, aanvankelijk om op te treden in scholen en bij plaatselijke activiteiten. Hun eerste grote optreden was tijdens een benefiet voor burgemeester John Lindsay, waarna ze muziekdirecteur Bernice Cole aantrokken, die lid was van de Angelic Gospel Singers, waarbij ze later terugkeerde. Ze haalden ook manager Jerry Brandt, die eerder had gewerkt met Sam Cooke en die het ensemble aanraadde om hun materiaal en stijl te updaten.
In januari 1970 traden ze op tijdens het Winter Festival for Peace in Madison Square Garden, samen met Harry Belafonte, Richie Havens, Judy Collins, Dave Brubeck, Blood, Sweat & Tears, Peter, Paul & Mary, The Rascals, Jimi Hendrix (die zijn optreden stopte na twee nummers ) en het ensemble van Hair. Ze hadden regelmatig tv-optredens en namen het album Right On Be Free op voor Elektra Records, uitgebracht in 1970. Het album legde de nadruk op de traditionele gospelstijl met groepszang, maar met wereldse teksten met de nadruk op 'the power of the people' en een 'soulful feel'. Diverse nummers en het titelnummer Right On, Be Free werden geschreven door Chuck Griffin. Leadzang hierbij kwam van Cole, Anna Griffin, Gerri Griffin en Cynthia Sessions. De achtergrond-muzikanten waren Richard Tee, Cornell Dupree, Chuck Rainey en Ralph MacDonald en het album werd geproduceerd door David Rubinson. De groep kreeg een staande ovatie tijdens het Britse Isle of Wight Festival in 1970, trad op in het Apollo Theater in Manhattan en trad op in Ghana tijdens het Soul To Soul-concert in februari 1971.
In 1972 brachten ze hun tweede album Brothers and Sisters uit bij Elektra Records, met enkele door Donny Hathaway geproduceerde nummers, leenden een nummer aan het Free to Be…You and Me-project, geproduceerd door Marlo Thomas (voorgesteld als Brothers and Sisters) en filmden twee jaar later het stuk onder hun eigen naam voor de ABC-tv-special. Ze traden ook op tijdens een gefilmd concert in de Sing Sing-gevangenis met B.B. King en Joan Baez. Ze verhuisden het navolgende jaar naar Just Sunshine Records van promotor Michael Lang en brachten hun derde album The Voices of East Harlem uit, geproduceerd door Curtis Mayfield, Leroy Hutson en Rich Tufo. Toen waren de zangers Gerri Griffin en Monica Burruss. Andere zangers waren  Bernard Graham, Wayne Garfield, Jerome Mack, Elaine Clark, Cynthia Sessions, Kevin Griffin en Claudia Moore. Het album bracht de bescheiden hitsingle Giving Love voort, geproduceerd door Mayfield, die de Billboard r&b-hitlijst (#57) wist te bereiken in 1973. De single Wanted Dead or Alive werd later uitgebracht als een 12" remix. De groep bracht hun laatste album Can You Feel It uit in 1974, geproduceerd door Hutson. Monica Burruss nam en trad later op als sessie- en achtergrondzangeres voordat ze zich vervoegde bij Lady Flash en als soliste als Monica.

## Discografie

### Singles
- 1970: No! No! No! (East Harlem Federation Youth Association)
- 1970: Right On Be Free (Elektra Records)
- 1971: Oxford Town (Elektra Records)
- 1972: Angry (Elektra Records)
- 1973: Giving Love (Just Sunshine)
- 1973: Cashin' In (Just Sunshine)
- 1974: Wanted Dead or Alive (Just Sunshine)

### Albums
- 1970: Right On Be Free (Elektra Records)
- 1972: Brothers & Sisters (Elektra Records)
- 1973: The Voices Of East Harlem (Just Sunshine)
- 1974: Can You Feel It (Just Sunshine)